# Euclichthyidae
Euclichthyidae é uma família de peixes actinopterígeos pertencentes à ordem Gadiformes.